# Източнорумелийски данък
Източнорумелийският данък е годишният трибут, който автономната провинция Източна Румелия трябва да внася в държавната хазна на Османската империя.
Органическият устав урежда изплащането му да започне от втората година след учредяването на провинцията с вноска от 120 000 турски лири и да продължи през следващите години в двоен размер. Впоследствие анюитетът е намален от 240 000 на 185 000 турски лири, но областната управа не е в състояние да го плати. От декември 1881 година събирането на румелийския трибут е поето от новоучреденото Управление на турския държавен дълг – орган на основните кредитори на Османската империя, на които разчита и българското княжество.
След Съединението на Източна Румелия с Княжество България и войната със Сърбия принуждават Княжеството, финансово отслабено от войната, да поеме върху себе си източнорумелийските задължения (преоценени на 92 222 турски лири или 2 951 000 златни лева годишно). От 1888 до 1908 година Княжеството изплаща на Дет пюблик отоман общо 61 милиона златни лева. Изплащането на данъка е прекратено с обявяването на независимостта на България.
Османската империя се отказва от източнорумелийския дълг с руско-турския протокол от 1909 година.